# Brent Malone
Richard Brent Malone (Nasáu, 1941 –ibidem, 25 de febrero de 2004) era un pintor fotorrealista y gagagalerista bahameño.
Comenzó como alfarero aprendiz de la Chelsea Pottery de Bahamas,en donde en 1964 Sir Harold Christie lo nombró director cambiando el nombre por Bahamian Pottery, que cerró ese mismo año. Había estudiado previamente en la Academia de Bellas Artes de Don Russell y la Beckenham School of Art.
En 1991, con otros artistas bahameños fundó el grupo B.-C.A.U.S.E.
Falleció de infarto de miocardio en el hospital de Nasáu.